# Bhānpura
Bhānpura är en ort i Indien.   Den ligger i distriktet Mandsaur och delstaten Madhya Pradesh, i den centrala delen av landet, 500 km söder om huvudstaden New Delhi. Bhānpura ligger 399 meter över havet och antalet invånare är 17 082.
Terrängen runt Bhānpura är huvudsakligen platt, men åt nordost är den kuperad. Runt Bhānpura är det ganska tätbefolkat, med 179 invånare per kvadratkilometer. Närmaste större samhälle är Bhawāniganj, 14,0 km sydost om Bhānpura. Trakten runt Bhānpura består till största delen av jordbruksmark.